# Gnagna
Gnagna är en provins i Burkina Faso.   Den ligger i regionen Est, i den östra delen av landet, 180 km öster om huvudstaden Ouagadougou. Antalet invånare är 338 041. Arean är 8 468 kvadratkilometer.
Följande samhällen finns i Gnagna:
- Bogandé
- Soulougou
- Bonsiéga
- Siédougou
- Nindaongo
- Dadounga
- Mopiènga
- Balèmba
- Madori
- Lipaka
- Darsalam
- Liougou
- Dakiri
- Tolépsi
- Dassari
- Tambidi
- Banbigouabri
- Goundou
- Kamissi
- Tankori
- Malioma
- Komona